# Caleys
Caleys is een voormalig warenhuis in Windsor in het Engelse graafschap Berkshire. Het warenhuis was actief van 1823 tot 2006. Vanaf 1940 maakte het onderdeel uit van de warenhuisgroep John Lewis Partnership.

## Geschiedenis
Het warenhuis ontstond uit een bestaand familiebedrijf, dat in 1823 verhuisde van Castle Street, tegenwoordig CastleHill, naar High Street in Windsor. Op deze locatie openden John Caley en zijn vrouw Mary Ann het warenhuis op 5 april 1823. Het tegenover Windsor Guildhall, dichtbij Windsor Castle, gelegen warenhuis groeide uit tot een gerenommeerd warenhuis. 
Bijna een eeuw bleef het in familiebezit, totdat het in 1919 werd overgenomen door de warenhuisgroep Selfridge Provincial Stores. In 1940 werd deze groep, inclusief Caleys, overgenomen door John Lewis Partnership. Binnen deze groep werden een aantal filialen afgestoten, terwijl andere filialen werden vergoot en er ook nieuwe winkels werden gebouwd. Hierbij werd Caleys het kleinste warenhuis binnen deze groep. 
Op 18 januari 2006 kondigde John Lewis de sluiting van de winkel aan omdat 'de locatie, de omvang en de indeling van het gebouw elk vooruitzicht op een terugkeer naar een winstgevende situatie altijd in de weg zullen staan'. Caleys sloot in juli 2006, waarna de locatie werd herontwikkeld. 

## Hofleverancier
Caleys had ten tijde van de sluiting twee predicaten als hofleverancier; als 'leverancier van huishoudelijke en luxe goederen' aan Koningin Elizabeth II en als 'leverancier van huishoudelijke en luxe goederen en modeartikelen' aan koningin Elizabeth Bowes-Lyon.